# بطمونات
البطمونات
-المملكة: الحيوانات (An

- الشعبة: مفصليات الأرجل (Arthropoda).  
- الطائفة: لينات القشور (Malacostraca).  
- الرتبة: عشاريات الأرجل (Decapoda).  
- الفصيلة: Potamidae.  
- الأنواع: تضم أكثر من ٦٥٠ نوعًا موزعة على حوالي ١٠٠ جنس، 
الخصائص الرئيسية 
- تعيش هذه الكائنات في المياه العذبة مثل الأنهار والبحيرات .  
- تُصنف ضمن سرطانيات البحر القصيرة

## التصنيف
- البطموناوات
  - البطمون